# قائمة جزر العراق
العراق ليس له جزر في الخليج العربي كون ساحله قصير وضيق لا يتعدى 60 كم والجزر القريبة كلها تابعة لدولة الكويت لكن هنالك العديد من الجزر التي تقع وسط الأنهار العراقية مثل:
- جزيرة آلوس
- جزيرة جبة
- جزيرة أم الخنازير
- جزيرة أم الرصاص
- جزيرة حجام
- جزيرة أم البابي
- جزيرة السندباد
- جزيرة مجنون
- جزيرة كنعوص
- جزيرة بيجان
- جزيرة الكريعات
- جزيرة رانية
- جزيرة الصالحية
- جزيرة المهناوية
- شبه جزيرة الفاو
- جزيرة الشمشومية
- جزيرة البحرية
- جزيرة الباد
- جزيرة الطويلة
- جزيرة البلجانية
- جزيرة جلات
- جزيرة بغداد السياحية

## روابط خارجية
- العراق... سواحل وجزر بلا سياحة